# Tabanus surifer
Tabanus surifer är en tvåvingeart som beskrevs av David Fairchild 1964. Tabanus surifer ingår i släktet Tabanus och familjen bromsar. Inga underarter finns listade i Catalogue of Life.